# Associazione Calcio Pavia 1989-1990
Questa voce raccoglie le informazioni riguardanti l'Associazione Calcio Pavia nelle competizioni ufficiali della stagione 1989-1990.

## Stagione
Nella stagione 1989-1990 sulla panchina del Pavia siede Giorgio Campagna un tecnico di scuola milanista, ceduto in Serie B al Como Roberto Bacci, viene costruita una squadra molto solida, la "star" degli azzurri è l'interno Stefano Civeriati, micidiale sui calci piazzati, con 20 reti diventa il tiratore scelto del girone A, al suo fianco e grazie ai suoi passaggi illuminanti vanno in rete 8 volte a testa le due punte Frederic Massara e Marco Bruzzano, con 51 reti in 34 partite il Pavia ha il miglior attacco del campionato. Con 46 punti ottiene il secondo posto, staccato 5 lunghezze dal Siena primo classificato, ed entrambe sono promosse in Serie C1. La promozione certa è arrivata il 3 giugno nell'ultimo turno, con la vittoria (0-1) di Sarzana, mentre la Pro Vercelli terza, perde a Pontedera. Nella Coppa Italia di Serie C la squadra pavese vince il girone A a sette squadre, poi nei sedicesimi di finale perde nel doppio confronto con il Modena ai calci di rigore.

## Rosa
| N. |                   | Ruolo | Calciatore              |
| -- | ----------------- | ----- | ----------------------- |
|    | Italia (bandiera) | C     | Simone Baldo            |
|    | Italia (bandiera) | A     | Marco Bruzzano          |
|    | Italia (bandiera) | A     | Stefano Civeriati       |
|    | Italia (bandiera) | C     | Fortunato Castelvecchio |
|    | Italia (bandiera) | C     | Bruno Conca             |
|    | Italia (bandiera) | D     | Antonio D'Agostino      |
|    | Italia (bandiera) | C     | Alfonso Di Marco        |
|    | Italia (bandiera) | D     | Alessandro Dozio        |
|    | Italia (bandiera) | C     | Marco Finardi           |
|    | Italia (bandiera) | A     | Giuseppe Frappietri     |

| N. |                   | Ruolo | Calciatore       |
| -- | ----------------- | ----- | ---------------- |
|    | Italia (bandiera) | D     | Claudio Gabetta  |
|    | Italia (bandiera) | P     | Antonio Gambino  |
|    | Italia (bandiera) | C     | Corrado Giannini |
|    | Italia (bandiera) | A     | Ugo Guerra       |
|    | Italia (bandiera) | A     | Frederic Massara |
|    | Italia (bandiera) | C     | Massimo Peluffo  |
|    | Italia (bandiera) | C     | Gabriele Peretto |
|    | Italia (bandiera) | C     | Massimo Provvido |
|    | Italia (bandiera) | D     | Mauro Saltarelli |
|    | Italia (bandiera) | D     | Davide Zanellato |

## Risultati

### Campionato

#### Girone di andata
| Arbitro: | Lanza (Nichelino) |

|                   |           |               |
| Civeriati 2’, 78’ | Marcatori | 65’ Cardinali |

| Arbitro: | Disarò (Conselve) |

|          |           |                   |
| Baldi 9’ | Marcatori | 49’, 55’ Bruzzano |

| Pavia 1º ottobre 1989 3ª giornata | Pavia           | 0 – 0 | Rondinella | Stadio Comunale\| Arbitro: \| Forte (Marsala) \| |
| Arbitro:                          | Forte (Marsala) |       |            |                                                  |

| Arbitro: | Braschi (Prato) |

|                                 |           |             |
| D. Morra 31’ (rig.) Burtini 74’ | Marcatori | 82’ Peluffo |

| Arbitro: | Colbertaldo (Bassano del Grappa) |

|                                      |           |                |
| Provvido 6’ Massara 10’ Bruzzano 67’ | Marcatori | 16’ Dell'Amico |

| Arbitro: | Pacifici (Roma) |

|               |           |  |
| U. Guerra 38’ | Marcatori |  |

| Arbitro: | Scarcelli (Cosenza) |

|  |           |              |
|  | Marcatori | 61’ Bruzzano |

| Arbitro: | Ferro (Verona) |

|                                         |           |  |
| U. Guerra 29’ Massara 42’ Civeriati 65’ | Marcatori |  |

| Arbitro: | Minotti (Frosinone) |

|             |           |              |
| Onorini 60’ | Marcatori | 77’ Bruzzano |

| Arbitro: | Borsetti (Cagliari) |

|                     |           |               |
| Pisasale 40’ (rig.) | Marcatori | 66’ Civeriati |

| Arbitro: | Collina (Viareggio) |

|              |           |             |
| Di Marco 64’ | Marcatori | 33’ Murgita |

| Arbitro: | Capovilla (Verona) |

|                    |           |  |
| Uscidda 80’ (rig.) | Marcatori |  |

| Arbitro: | Giove (Bari) |

|                                |           |                |
| Civeriati 32’, 65’ Massara 70’ | Marcatori | 75’ A. Gambino |

| Arbitro: | Marchese (Napoli) |

|  |           |                                              |
|  | Marcatori | 11’ U. Guerra 15’, 52’ Civeriati 84’ Peretto |

| Arbitro: | De Prisco (Nocera Inferiore) |

|                             |           |                 |
| D'Agostino 35’ Bruzzano 82’ | Marcatori | 88’ Tagliaferri |

| Arbitro: | Baglieri (Tivoli) |

|                              |           |  |
| Menegatti 18’ Zerpelloni 54’ | Marcatori |  |

| Arbitro: | Russo (Pescara) |

|               |           |                 |
| Civeriati 14’ | Marcatori | 46’ Del Francia |

#### Girone di ritorno
| Cecina 28 gennaio 1990 18ª giornata | Cecina          | 0 – 0 | Pavia | Stadio Loris Rossetti\| Arbitro: \| Bortoli (Schio) \| |
| Arbitro:                            | Bortoli (Schio) |       |       |                                                        |

| Arbitro: | Minotti (Frosinone) |

|             |           |  |
| Finardi 89’ | Marcatori |  |

| Arbitro: | Scarfò (Reggio Calabria) |

|              |           |             |
| Aglietti 90’ | Marcatori | 58’ Massara |

| Arbitro: | Forte (Marsala) |

|                                               |           |  |
| Civeriati 26’, 37’ Conca 47’ Massara 50’, 78’ | Marcatori |  |

| Arbitro: | Braschi (Prato) |

|            |           |                      |
| Alloni 85’ | Marcatori | 80’ (rig.) Civeriati |

| Cagliari 11 marzo 1990 23ª giornata | La Palma       | 0 – 0 | Pavia | Stadio Sant'Elia\| Arbitro: \| Cirotti (Roma) \| |
| Arbitro:                            | Cirotti (Roma) |       |       |                                                  |

| Arbitro: | Schellino (Biella) |

|               |           |  |
| Civeriati 45’ | Marcatori |  |

| Arbitro: | De Prisco (Nocera Inferiore) |

|  |           |                                    |
|  | Marcatori | 54’ (aut.) M. Guerra 67’ Civeriati |

| Arbitro: | Daneluzzi (Latisana) |

|                                   |           |           |
| Civeriati 34’ (rig.) Bruzzano 89’ | Marcatori | 16’ Fusci |

| Arbitro: | Bazzoli (Merano) |

|             |           |                      |
| Massara 62’ | Marcatori | 1’ Pisasale 37’ Pepi |

| Arbitro: | Rodomonti (Teramo) |

|                        |           |              |
| Finozzi 19’ Lubbia 30’ | Marcatori | 13’ Provvido |

| Arbitro: | Rausa (Cosenza) |

|               |           |  |
| U. Guerra 42’ | Marcatori |  |

| Arbitro: | Arena (Ercolano) |

|                |           |               |
| A. Gambino 75’ | Marcatori | 27’ Civeriati |

| Arbitro: | Nepi (Ascoli Piceno) |

|                                                           |           |  |
| Civeriati 21’, 87’ U. Guerra 86’ Bruzzano 47’ Massara 53’ | Marcatori |  |

| Arbitro: | Rossi (Rovigo) |

|                             |           |  |
| Di Francesco 75’ Caponi 87’ | Marcatori |  |

| Arbitro: | Contente (Salerno) |

|                         |           |                  |
| Civeriati 32’ Dozio 59’ | Marcatori | 79’ C. Benedetti |

| Arbitro: | Griffo (Palermo) |

|  |           |                      |
|  | Marcatori | 44’ (rig.) Civeriati |

### Coppa Italia

#### Girone A
| Arbitro: | Bertocci (Genova) |

|           |           |            |
| Conca 14’ | Marcatori | 42’ Mazzeo |

| Arbitro: | Casoli (Reggio Emilia) |

|                    |           |                                         |
| Marafioti 30’, 65’ | Marcatori | 72’ (aut.) Calandra 80’ (rig.) Bruzzano |

| Arbitro: | Stefanelli (Bologna) |

|                                       |           |  |
| Finardi 6’ Bruzzano 32’ Campistri 47’ | Marcatori |  |

| Arbitro: | Marchi (Ivrea) |

|                             |           |  |
| Girelli 45’, 47’ Alloni 62’ | Marcatori |  |

| Arbitro: | Gregori (Piacenza) |

|               |           |  |
| Civeriati 24’ | Marcatori |  |

| Alessandria 10 settembre 1989 6ª giornata | Alessandria        | 0 – 0 | Pavia | Stadio Giuseppe Moccagatta\| Arbitro: \| Capovilla (Verona) \| |
| Arbitro:                                  | Capovilla (Verona) |       |       |                                                                |

#### Sedicesimi di finale
| Arbitro: | Cesari (Genova) |

|                              |           |  |
| Mazzarri 38’ F. Francini 47’ | Marcatori |  |

| Arbitro: | Destro (Novi Ligure) |

|                                                     |                      |                                 |
| U. Guerra 31’ Massara 42’ Finardi 45’ Civeriati 99’ | Marcatori            | 67’ Mazzarri 97’ Conselvan      |
| Massara Finardi Di Marco Bruzzano                   | Tiri di rigore 6 – 6 | Zauli Torrisi Colomba Piraccini |